# Perenniporia
Perenniporia Murrill (trwałoporka) – rodzaj grzybów z rodziny żagwiowatych (Polyporaceae). Należy do niego około 100 gatunków.

## Charakterystyka
Grzyby kortycjoidalne o owocniku przeważnie wieloletnim, rzadko rocznym, rozpostartym lub rozproszonym. Powierzchnia gładka, ochrowa, z wiekiem czarniawa. Hymenofor poroidalny, powierzchnia porów biała do kremowej, pory małe, izodiametryczne. Kontekst biały do bladoochrowego, twardy. System strzępkowy dimityczny (trimityczny), strzępki generatywne szkliste, cienkościenne, ze sprzążkami, często trudne do zaobserwowania, w subikulum dominują strzępki szkieletowe, pełne do grubościennych, nierozgałęzione lub średnio rozgałęzione, niedekstrynoidalne do silnie dekstrynoidalnych, rzadko amyloidalne w odczynniku Melzera. Cystyd brak. Podstawki maczugowate z 4 sterygmami i sprzążką bazalną. Bazydiospory cienkie do grubościennych, kuliste do elipsoidalnych, w kształcie kropli, czasami o ściętym wierzchołku, szkliste, w odczynniku Melzera niedekstrynoidalne do silnie dekstrynoidalnych, często zmienne w obrębie tego samego owocnika. Zasiedlają martwe i żywe drewno liściaste i iglaste, powodując białą zgniliznę drewna.
Perenniporia charakteryzuje się poroidalnymi owocnikami, zarodnikami o wyraźnie elipsoidalnym kształcie, zwykle grubościennymi i o zmiennej reakcji dekstrynoidalnej, układem strzępek dimitycznym do trimitycznego, w którym strzępki wegetatywne są w różnym stopniu dekstrynoidalne.

## Systematyka i nazewnictwo
Pozycja w klasyfikacji według Index Fungorum: Polyporaceae, Polyporales, Incertae sedis, Agaricomycetes, Agaricomycotina, Basidiomycota, Fungi.
Synonimy: Dextrinosporium Bondartsev, Hornodermoporus Teixeira, Leptopora Raf., Loweporus J.E. Wright, Merulioporia Bondartsev & Singer, Merulioporia Bondartsev & Singer, Physisporus Chevall., Poria Pers., Poroptyche Beck, Riopa D.A. Reid, Truncospora Pilát ex Pilát, Truncospora Pilát.
Polską nazwę nadał Władysław Wojewoda w 2003 r. W polskim piśmiennictwie mykologicznym należące do tego rodzaju gatunki opisywane były także jako huba lub żagiew.
Gatunki występujące w Polsce:
- Perenniporia fraxinea (Bull.) Ryvarden 1978 – trwałoporka jesionowa
- Perenniporia medulla-panis (Jacq.) Donk 1967 – trwałoporka różnobarwna
- Perenniporia subacida (Peck) Donk 1967 – trwałoporka świerkowa

Nazwy naukowe na podstawie Index Fungorum. Nazwy polskie według W. Wojewody i na podstawie rekomendacji Komisji ds. Polskiego Nazewnictwa Grzybów.